# 尾西兼一
尾西 兼一（おにし けんいち、1955年1月10日 - ）は、日本の脚本家。

## 来歴・人物
北海道足寄町出身。北海道足寄高等学校卒業。東京映像芸術学院出身。
大学受験浪人中に大学はあきらめて演出家になろうかと思っていたが、師事していた山田正弘の脚本の清書を手伝っているうちに、脚本家志望に変わる。東京映像芸術学院卒業後、『太陽にほえろ!』のプロット募集に合格して『太陽 - 』のメインライターであった小川英に師事するようになる。1979年、その『太陽にほえろ!』の一編でデビュー。以降、テレビドラマを中心に活動中。数多くの刑事ドラマを手がけてきており、人間ドラマ、人情ものから、アクションものまで幅広く手がける。

## 作品
- 太陽にほえろ!
- ジャングル
- オトコだろッ!
- ゴメンドーかけます
- 刑事貴族
- 哀愁の玉ねぎボーイ
- ハネムーン・ウォーズ
- 改札口
- 夏は秘密がいっぱい!
- はだかの刑事
- はみだし刑事情熱系
- FLY 航空学園グラフィティ
- 刑事部屋
- わかば
- 陽炎の辻
- 刑事の現場
- 落日燃ゆ
- 臨場（テレビ朝日、映画）
- まっつぐ〜鎌倉河岸捕物控〜（2010年）
- 遺留捜査（テレビ朝日、2011年～2012年）
- 旅立ち〜足寄より〜（2013年、舞台）
- 松本清張 黒い福音〜国際線スチュワーデス殺人事件〜（テレビ朝日、2014年）
- 大岡越前（NHK BSプレミアム、2014年～）
- 所轄魂（テレビ朝日、2015年）
- 水戸黄門（BS-TBS、2017年、2019年）
- 鳴門秘帖（NHK BSプレミアム、2018年）

など